# 落書き党
『落書き党』（らくがきとう）は、サンミュージック所属のテルによる4コマ漫画。

## 概要
テルのTwitterアカウントで毎日１コマツイートし、４日で完成させる４コマ漫画。毎日新聞発行のMAINICHI RT毎週金曜日掲載され、テルのツイートや、ハッシュタグ#rt_trをつけてツイートされた漫画への反応も同時に掲載している。MAINICHI RTが休刊になったのと同時に連載を終えた。